# Tapolynémetfalu
Tapolynémetfalu (szlovákul: Nemcovce) község Szlovákiában, az Eperjesi kerület Bártfai járásában.

## Fekvése
Bártfától 19 km-re délkeletre, a Tapoly jobb oldalán található.

## Története
A falut a német jog alapján alapították a tatárjárás után, létezésének nyomát 1320-ban találjuk „Harthmanhely” alakban. Eredeti nevét telepítő soltészáról: Hartmannról kapta. Később német lakosairól Németfalu lett a neve. 1427-ben a dézsmajegyzék szerint 30 portája adózott, így a közepes méretű falvak közé számított. „Tapli-Németfalu” néven 1438-ban említik először. A Tapli a Tapoly-folyó régies neve volt. A köcsényi uradalomhoz tartozott, a 14. és 15. században a Perényiek birtoka. Később lakói elköltöztek, vagy kihaltak. Lakóinak egy része elveszítette nemességét és zsellérsorba süllyedt. A 16. században Sáros várának uradalmához tartozott, így királyi birtok volt. A kuruc háborúk idején a Szirmay család kurimai uradalmának része volt. 1600-ban 8 ház állt a településen. 1602-ben katolikus lakói a hankvágási plébániához, evangélikus lakói a margonyai lelkészséghez tartoztak. 1787-ben 24 házában 195 lakos élt.
A 18. század végén Vályi András így ír róla: „NÉMETFALU. Kapi Németfalu, és Pálvágás. Két tót falu Sáros Várm. Kapi Németfalunak földes Ura Kapi Uraság, fekszik Kapifalvához közel, és annak filiája, másik Németfalvának pedig földes Ura a’ Religyiói Kintstár, fekszenek az Ország úttya mellett, Hankóczhoz nem meszsze, és annak filiáji, lakosaik többfélék, földgyei középszerűek.”
1828-ban 27 háza volt 226 lakossal. Lakói főként mezőgazdasággal, szövéssel, fonással, állattartással, faárukészítéssel, kosárfonással és fazekassággal foglalkoztak.
Fényes Elek 1851-ben kiadott geográfiai szótárában így ír a faluról: „Tapoly-Németfalu, Tapli Nemcowce, tót falu, Sáros vmegyében, Hankóczhoz 3/4 órányira: 146 kath., 83 evang., 8 zsidó lak. Jó rét és föld a Tapoly mellett. Erdő. Ut. p. Eperjes.”
A trianoni diktátum előtt Sáros vármegye Girálti járásához tartozott.

## Népessége
| Év:            | 1994. | 2004.   | 2014.   | 2024.   |
| -------------- | ----- | ------- | ------- | ------- |
| Emberek száma: | 266   | 261     | 255     | 252     |
| Eltérés:       |       | -1,87 % | -2,29 % | -1,17 % |

| Év:            | 2023. | 2024.   |
| -------------- | ----- | ------- |
| Emberek száma: | 265   | 252     |
| Eltérés:       |       | -4,90 % |

1910-ben 238, többségben szlovák lakosa volt, jelentős lengyel kisebbséggel.
2001-ben 252 lakosából 251 szlovák volt.
2011-ben 257 lakosából 256 szlovák.

## Nevezetességei
Szent Cirill és Metód tiszteletére szentelt római katolikus temploma 1968 és 1972 között épült.